# کیوشی سایتو
کیوشی سایتو (ژاپنی: 斉藤 紀由؛ زادهٔ ۱۱ اکتبر ۱۹۸۲) یک بازیکن فوتبال اهل ژاپن است.
از باشگاه‌هایی که در آن بازی کرده‌است می‌توان به باشگاه فوتبال رواسو کوماموتو اشاره کرد.